# Tetralonia ruficollis
Tetralonia ruficollis är en biart som först beskrevs av Heinrich Friese 1911.  Tetralonia ruficollis ingår i släktet Tetralonia och familjen långtungebin. Inga underarter finns listade i Catalogue of Life.